# Charles Desjardins (journaliste)
Pour les articles homonymes, voir Desjardins et Charles Desjardins.
Charles Desjardins, né le 25 août 1962 à Ua Huka dans l'archipel des îles Marquises en Polynésie française est un journaliste et auteur français. Rédacteur en chef du quotidien national France-Soir de 2006 à 2012, il est conseiller éditorial de ArtsHebdoMedias.com . 
Diplômé de l'Institut français de presse en 1988. Il est titulaire d'une maîtrise de droit public de l'Université Panthéon-Assas. 
Enseignant en journalisme, il est chargé de cours à l'Université Panthéon-Assas. 
Auteur, il a coécrit en 2002 avec Florent Founès Tour Eiffel, tour et détours (Ed. Imagolibris) en collaboration avec le photographe Wojtek Korsak. 

## Biographie
Journaliste reporter à France-Soir de 1988 à 1993, il reviendra à la rédaction du quotidien national en 2006. Confirmé au poste de rédacteur en chef de France-Soir en 2010 , il participe à la création de la nouvelle formule[réf. nécessaire]. Il est nommé en 2011, dans le cadre du rapprochement de l'édition imprimée et digitale du journal, rédacteur en chef du "pôle desk print et web". En 2012, lors du passage à une édition numérique de France-Soir sous le nom de "FranceSoir.fr", il est nommé par l'actionnaire et directeur de la publication Alexandre Pougatchev, rédacteur en chef chargé des nouveaux contenus . En juin 2012, Alexandre Pougatchev décide de fermer le titre dans sa version web . 

## Publications
- Florent Founès et Wojtek Korsak, Tour Eiffel, tour et détours, Ed. Imagolibris, 2002